# میروسلاو یانوش
میروسلاو یانوش (انگلیسی: Miroslav Januš؛ زادهٔ ۹ اوت ۱۹۷۲) ورزشکار ورزش تیراندازی اهل جمهوری چک است.
وی در مسابقات کشوری و بین‌المللی در مجموع برندهٔ ۴ مدال نقره، ۴ مدال برنز شده‌است.